# Schrattenkalk-Formation

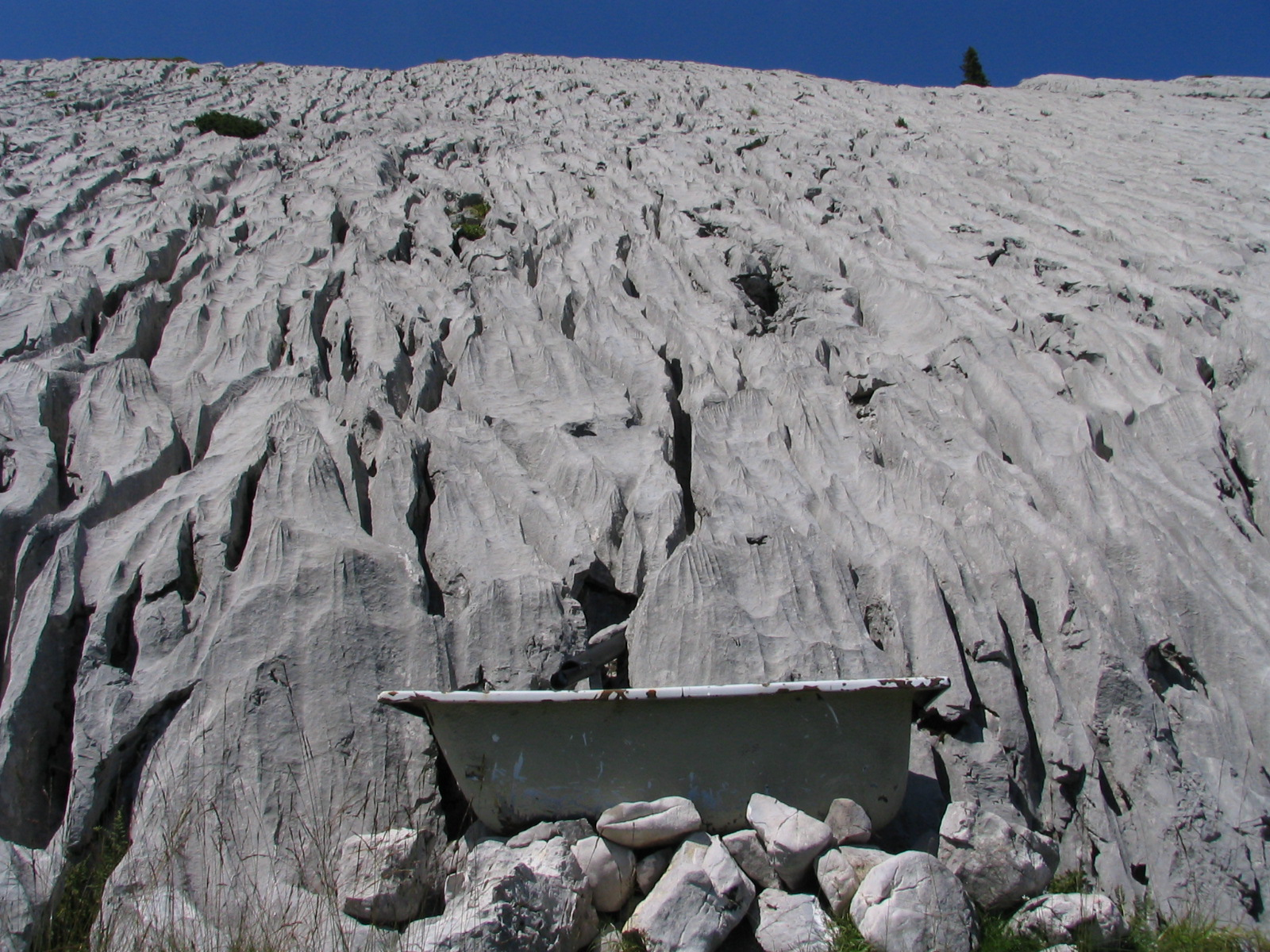
Schrattenkalk in der Schrattenfluh

Die Schrattenkalk-Formation ist eine lithostratigraphische Einheit der Kreidezeit im Helvetikum am Nordrand der Alpen in der Schweiz, Österreich (in Vorarlberg) und Deutschland (vom Allgäu bis in die Region Tegernsee-Schliersee). Ihr Name leitet sich von der Schrattenfluh ab, einem Gebirgsstock der Schweizer Voralpen im Kanton Luzern, der karrige oder schrattige Verwitterungsoberflächen bildet. Der Begriff Schrattenkalk wurde 1834 erstmals von Bernhard Studer verwendet.
Synonyme sind: Hieroglyphenkalk, Calcaire à Hippurites, Urgonien, Rudistenkalk, Urgo-Aptien, Schrattenschichten, Requienenkalk, Rhodanien, Caprotinenkalk, Urgonkalk.
Im Liegenden werden die Gesteine von der Tierwis- und im Hangenden von der Garschella-Formation begrenzt. Die gesamte Mächtigkeit kann im Helvetikum der Schweiz bis 300 m betragen, nimmt aber nach Osten hin ab, so dass im Allgäu und Bregenzerwald noch 60 bis über 100 m, am Schliersee noch bis zu 90 m Mächtigkeit erreicht werden. Auch die Breite des Vorkommens nimmt von West nach Ost ab, so dass östlich des Allgäus bis zum Schliersee nur noch vereinzelte, isolierte Vorkommen vorgefunden werden.

## Unterteilung

### Schweiz

Caprotinenkalk am Säntis, historische Fotografie von Leo Wehrli, 1894

Die Formation wird in der Schweiz weiter wie folgt unterteilt:

#### 1. Unterer Schrattenkalk
Alter: frühes Barremium bis unteres Aptium

Hellgrau anwitternder, bioklastisch-oolithischer Flachwasserkalk. Typische Fossilien sind Rudisten, Brachiopoden und Bivalvier, zahlreiche Mikrofossilien und Rot- und Grünalgen.

#### 2. Rawil-Member, veraltet:Orbitolinenschichten
Alter: Aptium

Gut geschichtete, bräunliche bis schwarzgraue Kalkbänke, die mit Mergellagen und knolligen Schichten in Wechsellagerung liegen. Als Ursache dieser Wechsellagerungen wird eine rhythmische Sedimentation mit mehreren kleinen Regressionen und Transgressionen angenommen. Während der Regression nahm der Anteil detritischer Sedimentation zu. So sind manchmal Sandsteinbänke eingelagert. Die knolligen Schichten können als Ablagerungen in Küstennähe mit grösserer Fliessenergie des Wassers gedeutet werden.
Typische Fossilien: Zusätzlich zum unteren Schrattenkalk treten Seeigel, seltener Korallen auf. Insbesondere charakteristisch sind Orbitolinen (Foraminiferen).
An der Pilatussüdseite (Lokalität: Chilchsteinen 1865 m ü. M.) konnte ein fossiler Wurzelboden, wahrscheinlich von einer mangrovenartigen Vegetation, nachgewiesen werden. Dies bestätigt neben dem hohen Detritusanteil die ufernahen Ablagerungsverhältnisse.

#### 3. Oberer Schrattenkalk
Alter: Aptium

Hellgrau bis weiss anwitternder, bioklastisch-oolithischer Flachwasserkalk.

Der Fossilgehalt ist vergleichbar mit dem des unteren Schrattenkalkes, wobei v. a. Bivalvier (Toucasien, Requienien und Austern) gehäuft auftreten können. Zudem sind immer wieder Korallen, Kalkschwämme und Algenknollen zu finden.

### Österreich und Deutschland
Im Allgäu und Bregenzerwald ist die Schweizer Einteilung zwar noch aufrechtzuerhalten, doch sind die Grenzen nur mit einigen Metern Unsicherheit im Profil bestimmbar. Die Vorkommen im Raum Tegernsee-Schliersee stellen demgegenüber Gesteine mit einer Mikrofazies dar, wie sie weiter westlich nicht zu finden ist, so dass hier von einem abweichenden Charakter des Ablagerungsraumes ausgegangen wird.

## Vorkommen
Das Typusprofil an der Schrattenfluh ist ungeeignet, da nur der untere Teil der Formation vorhanden ist. Geeignet wäre die Beschreibung der Formation am Berg Lopper, beispielsweise im Steinbruch Hellegg (667.850/203.050).
Die Entstehung des Schrattenkalks in sehr flachem Wasser wird zudem durch Saurierfährten (Iguanodon) auf Schichtplatten im Steinbruch Risleten bei Beckenried belegt. Periodisch muss dieses damalige Schelfgebiet auch trocken gefallen sein.
Der Schrattenkalk der Kreide bildet wie der Malmkalk und Dogger der Jurazeit bei flacher Lagerung der Schichten markante 50 bis 200 m hohe Felswände, bei steiler Lagerung Klettergrate.
Beispiele von Berggipfeln aus Schrattenkalk sind neben der Schrattenfluh beispielsweise die Kreuzberge im Alpstein, die Argentine im Kanton Waadt zwischen Les Diablerets und Grand Muveran sowie das Bockmattli im Kanton Schwyz östlich des Wägitalersees. Im Kleinwalsertal bildet der Schrattenkalk nördlich des Hohen Ifens das 25 Quadratkilometer grosse Gottesackerplateau, das eine eindrückliche Karstlandschaft darstellt.

## Weblink
- Eintrag Schrattenkalk-Formation im Lithostratigraphischen Lexikon der Schweiz